# جودي غودريش
جودي غودريش (بالإنجليزية: Judy Goodrich)‏ هي مبارزة بالسيف أمريكية، ولدت في 9 يونيو 1939 في فلينت في الولايات المتحدة.

## وصلات خارجية
- جودي غودريش على موقع أوليمبيديا (الإنجليزية)